# 博爾西克山
博爾西克山（英語：Mount Borcik），是南極洲的山峰，位於阿蒙森海岸，處於迪茨山西北面8公里，屬於毛德王后山脈中海斯山脈的一部分，美國地質調查局根據測量和美國海軍拍攝的空中照片繪入地圖，現時由南極條約體系管理。